# Ermita de Santa Clara (El Puerto de Santa María)
La ermita de Santa Clara de la localidad de El Puerto de Santa María (provincia de Cádiz, Andalucía, España) es un templo católico que data del siglo XVI.
Historiadores como Hipólito Sancho de Sopranis sitúan la construcción de esta ermita en el siglo XVI. En esa época existían unas 15 ermitas en El Puerto de Santa María y ésta según este historiador aparece ya citada documentalmente en 1574.
La imagen actual no se corresponde con la que tenía en esa centuria, sino fruto de restauraciones posteriores del siglo XVIII. El archivero de la ciudad en 1764, Ruiz de Cortázar, la cita ya dentro de la población como sede de la hermandad de Nuestra Señora de la Cabeza. Fue un centro de devoción popular hasta su definitivo abandono a consecuencia de la exclaustración y desamortizaciones que se sucedieron a lo largo del siglo XIX.
La ermita es un edificio de pequeñas dimensiones, único representante del manierismo portuense, con planta de cruz latina, de brazos cortos y un pequeño cuerpo adosado: una capilla con funciones de sacristía. Destaca su portada almohadillada y la pequeña cúpula con linterna sobre el crucero, así como un hoy desaparecido artesonado mudéjar. En el cuerpo anexo cubierto con bóvedas de aristas, se conserva la decoración de pinturas al fresco de tema religioso correspondientes muy probablemente al siglo XVIII.
El principal estudioso en la actualidad de la ermita es Francisco González Luque.
- Datos: Q5836298